# Under brostenene
|  | Denne artikel er oprettet af botten PalnaBot ud fra en ekstern database. Den kan derfor have sproglige fejl eller mangler. Denne skabelon kan fjernes efter kontrol af indholdet. |

Under brostenene er en film instrueret af Jens Loftager.

## Handling
Filmen skildrer nogle skelsættende dage i hovedpersonen Mogens' liv. Han flytter tilbage til sin fødeby i provinsen efter at have oplevet forskellige brud i en større by. Han har opgivet sin universitetsuddannelse, hans kollektiv er opløst og hans pige har forladt ham. Vi oplever ham nu i et tomrum. Hovedpersonen er i et og alt filmens centrum.